# Ultima Thule (groep)
Ultima Thule is een Zweedse rockband binnen het vikingarockgenre. De band werd opgericht in 1984, maar sloeg echt in in de jaren 90 sinds Bert Karlsson een contract ondertekende om de cd's van Ultima Thule te verdelen. 
De teksten hebben vaak Scandinavische vikingthema's en andere patriottistische thema's; toch is de groep partij-ongebonden. Desalniettemin wordt het dragen van het bandlogo verboden door sommige scholen in Zweden, omdat het een uitdrukking van racisme zou zijn. De eerste cd van Ultima Thule werd namelijk gesponsord door een extreemrechtse partij (Bevara Sverige Svenskt). 
De band neemt afstand van racisme en nazisme, maar noemt zichzelf wel nationalistisch, wat voor de groep neerkomt op vaderlandsliefde en liefde voor de cultuur en de natuur.
Ultima Thule is de oudste bekende vikingarockband en beïnvloedde vele latere vikingarockbands.

## Bandleden
- Jan "Janne" Thörnblom: gitaar en zang
- Niklas Adolfsson: gitaar
- Tomas Krohn:  bas
- Ulf Hansen: drums
- Bruno Hansen: gitaar en zang (1983-1987)

## Discografie
- 1985 – Sverige, Sverige fosterland - ep
- 1990 – Hurra för Nordens länder - ep
- 1991 – Svea hjältar - ep
- 1991 – Havets vargar - ep
- 1992 – Sverige, Sverige fosterland - ep
- 1992 – Valhall - ep
- 1992 – Mitt land - ep
- 1992 – Svea hjältar (RE Rec.) - cd
- 1992 – Svea hjältar (UT Rec.) - cd
- 1992 – För fäderneslandet - ep
- 1992 – För fäderneslandet - cd
- 1992 – The early years 1984-1987 - cd
- 1993 – Vikingablod - cd
- 1993 – Vikingabalk - cd
- 1994 – Öppna landskap - cd
- 1994 – Nu grönskar det - cd
- 1994 – För fäderneslandet - ep
- 1994 – Svea hjältar - mc
- 1994 – För fäderneslandet - mc
- 1994 – The early years 1984-1987 - mc
- 1994 – Vikingabalk - mc
- 1994 – Studio outtakes - ep
- 1994 – Tack för hjälpen! - cd
- 1995 – Studio outtakes - ep
- 1995 – Once upon a time… - cd
- 1995 – Once upon a time… - mc
- 1995 – Blonda, svenska vikingar - cd
- 1995 – Lejonet från Norden - cd
- 1996 – Skinhead - cd
- 1996 – Skinhead - ep
- 1996 – Karoliner - cd
- 1997 – Nu grönskar det igen… - cd
- 1997 – Live in Dresden - cd
- 1997 – The early years 1984-1987 - ep
- 1997 – För fäderneslandet - ep
- 1997 – Svea hjältar - ep
- 1997 – Vikingabalk - ep
- 1997 – Nu grönskar det - ep
- 1997 – Lejonet från Norden - ep
- 1997 – Karoliner - ep
- 1999 – Sörjd och saknad - cd
- 1999 – Sörjd och saknad - ep
- 1999 – Sverige - cd
- 2000 – Once upon a time… - cd
- 2000 – Once upon a time… - ep
- 2000 – Sverige - vinyl
- 2000 – Folkets röst - cd
- 2000 – Herrlich Hermannsland - cd
- 2000 – Herrlich Hermannsland - ep
- 2001 – Sverige - ep
- 2001 – Resa utan slut - cd
- 2001 – Ragnarök - ep
- 2001 – Ragnarök - cd
- 2001 – Once upon a time… - ep
- 2001 – The early years - ep
- 2002 – Live in Dresden - cd
- 2002 – Live in Dresden - ep
- 2002 – Blonda, svenska vikingar - ep
- 2002 – Carlie - ep
- 2002 – Öppna landskap - ep
- 2002 – Resa utan slut - ep
- 2003 – Sverige - picture-ep
- 2003 – Lejonet från Norden - picture-ep
- 2003 – För fäderneslandet - picture-ep
- 2004 – Lokes träta - ep
- 2004 – Vikingablod - ep
- 2004 – Rötter - cd
- 2005 – Rötter - ep
- 2005 – Skaldermjöde - ep
- 2005 – Yggdrasil (album) - cd